# Stephen A. Douglas
Stephen Arnold Douglas (Brandon, Vermont, 23 de abril de 1813 – Chicago, Illinois, 3 de junho de 1861) foi um político norte-americano do estado de Illinois. 

## Carreira
Ele foi congressista, um senador e candidato pelo Partido Democrata nas eleições presidenciais de 1860, mas perdeu para o republicano Abraham Lincoln. Douglas havia derrotado Lincoln dois anos antes na disputa pelo senado, após o famoso debate entre os dois. Ele foi apelidado de "Little Giant" ("Pequeno Gigante") por causa da sua pequena estatura, mas ainda sendo uma forte figura política.

Douglas era um político habilidoso, uma figura proeminente dentro do Partido Democrata e um líder no Congresso. Ele tentou modernizar a política nos Estados Unidos e enfrentou os políticos mais ortodoxos. Ele defendia ideais populistas, afirmando que o povo deveria determinar certos litígios políticos, como a aquisição de novos territórios pelo país e a questão da escravidão. Como cabeça do Comitê de Territórios, Douglas dominou o Senado na década de 1850. Ele foi responsável pelo "Compromisso de 1850" que ajudou a acalmar as tensões sobre a escravidão. Esta questão, contudo, voltou em 1854 enquanto ele orquestrava o "Ato de Kansas-Nebraska", o que reabriu a escravidão em alguns territórios onde esta havia sido proibida por insistência popular. A oposição a estes acontecimentos fez com que vários políticos se juntassem e formassem o Partido Republicano.

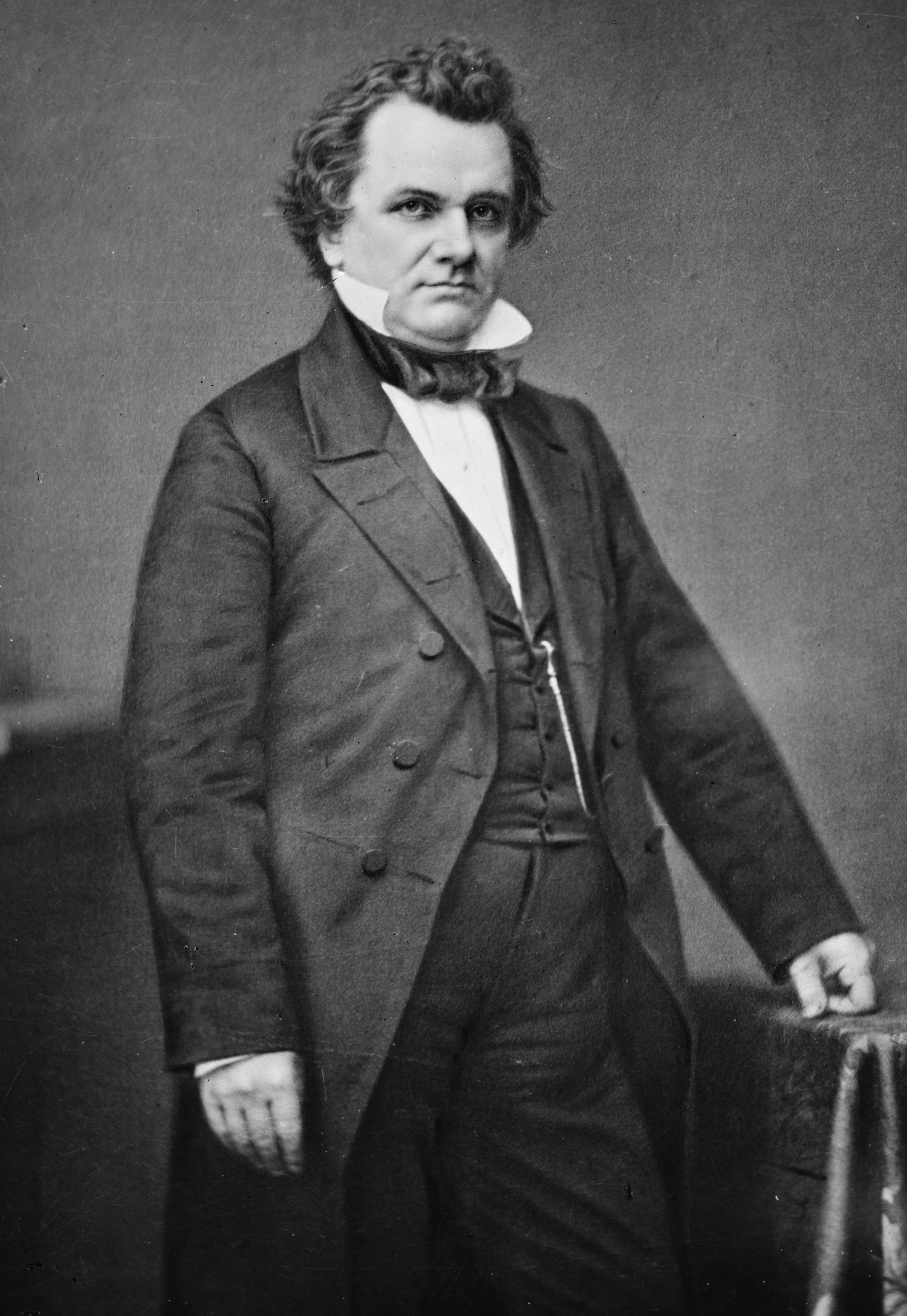
Stephen Douglas

Douglas inicialmente apoiou a polêmica decisão da Suprema Corte chamada Caso Dred Scott de 1857. Contudo, no ano seguinte, durante sua campanha pelo senado, afirmou que aquela decisão negava ao povo a capacidade de decidir a questão por si mesmo. Ele se opôs as políticas de James Buchanan e seus aliados do sul de tentar passar um código para regular a escravidão em território federal. Sua posição com relação a questão escravocrata é controversa. Embora nunca falou em seu apoio, ele também não a condenava diretamente.
Em 1860, a questão da escravidão dividiu o Partido Democrata. Os sulistas (que eram veementemente favoráveis a escravidão) rejeitaram a nomeação de Douglas a presidência e abandonaram a convenção do partido. Eles decidiram nomear seu próprio candidato, o então vice-presidente John C. Breckinridge. Os democratas do norte, mais progressistas, confirmaram a indicação de Stephen A. Douglas a candidatura para presidente. Ele contudo perdeu a eleição para o republicano e abolicionista Abraham Lincoln.
Douglas acreditava piamente na democracia e afirmava que o povo deveria decidir o próprio futuro. Contudo, prezou pela unidade nacional e defendeu a ação armada contra os rebeldes confederados do sul. Quando a guerra civil americana eclodiu em 1861, ele apoiou incondicionalmente a União, mas morreu de febre tifoide algumas semanas mais tarde.